# Deutsche Gesellschaft für Züchtungskunde
Die Deutsche Gesellschaft für Züchtungskunde e. V. (DGfZ) ist eine Fachgesellschaft, die sich als tierartenübergreifendes Bindeglied auf dem Gebiet der Nutztierwissenschaften versteht, indem sie Wissenschaft, Verwaltung und Praxis einschließlich der vor- und nachgelagerten Stufen verbindet; sie ist Mitglied in der Arbeitsgemeinschaft Deutscher Tierzüchter.

## Aufgaben und Struktur
Die DGfZ wurde 1905 als gemeinnütziger Verein gegründet und hat ihren Sitz in Bonn. Die Vereinigung ist offizieller Vertreter Deutschlands bei der Europäischen Vereinigung für Tierproduktion (EVT) und wird deshalb vom Bundesministerium für Ernährung, Landwirtschaft und Verbraucherschutz finanziell gefördert.
Das Publikationsorgan ist die Zeitschrift Züchtungskunde, die im Ulmer Verlag erscheint. Darüber hinaus werden in Fachtagungen, bei Vortragsveranstaltungen und Workshops europäische Forschungsergebnisse diskutiert und Marktanalysen erarbeitet.
Als Arbeitsgruppen sind tätig:
- der genetisch-statistische Ausschuss
- der Fachbeirat tiergenetische Ressourcen
- die Arbeitsgruppe Lebensmittel tierischer Herkunft
- der Redaktionsausschuss und die Schriftleitung der Zeitschrift Züchtungskunde.

Durch Stipendien und Fördergelder werden Studenten der Tierwissenschaften gefördert. Personen, die sich um die Nutztierwissenschaft und Veterinärmedizin verdient gemacht haben, werden mit der Hermann-von-Nathusius-Medaille, der Adolf-Köppe-Nadel (benannt nach Adolf Köppe) oder der Ehrenmitgliedschaft der DGfZ geehrt.

## Ehrenmitglieder
- 2019 Otto-Werner Marquardt, Bad Bevensen (Ehrenpräsident)
- 2013 Leo Siebers, Kleve-Rindern
- 2010 Ernst-Jürgen Lode, Woldegk (Ehrenpräsident)
- 2009 Ernst Kalm, Kiel
- 2007 William Hill, Edinburgh (Großbritannien)
- 2006 Heinz-Werner Lehmann, Uelzen
- 2005 Roland Ulmer, Stuttgart
- 2004 Franz Schmitten, Bonn
- 2003 Klaus Meyn, Königswinter
- 2002 Hermann Trautwein, Nürtingen; Philipp R. Fürst zu Solms-Lich, Lich, als Ehrenpräsident
- 2001 Maurice Bichard, Abingdon/Oxon, England
- 1998 Jan Philipsson, Uppsala (Schweden)
- 1997 Janos Dohy, Gödöllö (Ungarn)
- 1996 Franc Habe, Ljubljana (Slowenien)
- 1994 Jean Boyazoglu, Rom (Italien)
- 1993 Eberhard Thyssen, Herrsching am Ammersee
- 1992 Diedrich Richard Osterhoff, Pretoria (Republik Südafrika); Diedrich Schröder, Wilhelminenhof, als Ehrenpräsident
- 1991 Arne Roos, Örkelljunga (Schweden)
- 1989 Alessandro Nardone, Viterbo (Italien)
- 1987 Georg Schönmuth, Berlin
- 1986 Kristòf von Kàllay, Rom (Italien)
- 1985 Patrick Cunningham, Dublin (Irland)
- 1905–1981 Wolfgang von Scharfenberg, Wanfried, als Ehrenpräsident; Walther Baier, München; Robert Winnigstedt, Bonn; G. Hahl; Karl Schimmelpfennig, Oldenburg i.O.; André-Max Leroy, Paris (Frankreich); Adolf Köppe, Norden; Johannes Hansen, Berlin; Felix Hoesch; Wilhelm Zorn, Tschechnitz, als Ehrenvorsitzender; Wilhelm Niklas, München, als Ehrenpräsident[12]